# Чудесная история Генри Шугара (фильм)
«Чудесная история Генри Шугара» (англ. The Wonderful Story of Henry Sugar) — короткометражный фильм 2023 года режиссёра и сценариста Уэса Андерсона, экранизация одноимённого рассказа Роальда Даля. Главные роли в нём сыграли Бенедикт Камбербэтч, Рэйф Файнс, Бен Кингсли, Дев Патель, Руперт Френд, Ричард Айоади. Фильм стал частью полнометражной антологии «Чудесная история Генри Шугара и ещё три», вместе ещё с тремя короткометражными картинами Андерсона: «Лебедь», «Крысолов» и «Яд». Он получил премию «Оскар» в категории «Лучший игровой короткометражный фильм» на церемонии награждения 2024 года.

## Сюжет
Литературной основой сценария стал одноимённый рассказ британского писателя Роальда Даля (для Уэса Андерсона это вторая работа с произведениями Даля после кукольного мультфильма 2009 года «Бесподобный мистер Фокс»). Главный герой фильма — богач, завсегдатай казино и любитель всевозможных пари. Его жизнь меняет украденная из чужой библиотеки книга, в которой рассказывается о человеке, научившемся видеть без помощи глаз. Генри Шугар решает освоить описанную в книге методику, чтобы выигрывать в карты. После трёх лет упорных занятий ему удаётся достичь цели, но из-за лёгкости выигрыша он теряет интерес к игре. 
Благодаря реплике случайного полицейского Шугар задумывается о благотворительности. Он начинает ездить по миру и обыгрывать казино, чтобы отдавать деньги больницам и приютам. Спустя 20 лет Шугар умирает, и его бухгалтер просит Роальда Даля описать его жизнь при условии, что имя главного героя будет изменено.

## В ролях
- Бенедикт Камбербэтч — Генри Шугар / гример
- Рэйф Файнс — Роальд Даль / полицейский
- Бен Кингсли — Имдад Хан / дилер
- Дев Патель — доктор Чаттерджи / Джон Уинстон
- Руперт Френд — Клод / рассказчик
- Джарвис Кокер — администратор казино / друг Генри Шугара / гость поместья
- Ричард Айоади — доктор Маршалл / йог

## Создание и релиз
22 сентября 2021 года Netflix купила после трёхлетнего сотрудничества компанию Roald Dahl Story Company и получила в результате полные права на экранизацию произведений британского писателя Роальда Даля. 6 января 2022 года неофициально был анонсирован фильм «Чудесная история Генри Шугара» по одноимённому рассказу Даля с Бенедиктом Камбербэтчем в главной роли и Уэсом Андерсоном в качестве режиссёра и сценариста. В том же месяце к актёрскому коллективу присоединились Рэйф Файнс, Бен Кингсли, Дев Патель, Руперт Френд и Ричард Айоади. Съёмки начались 14 января в Лондоне.
Премьера фильма длительностью 39 минут состоялась 1 сентября 2023 года на 80-м Венецианском кинофестивале, вне конкурса. На Netflix «Чудесная история» вышла 27 сентября. Позже она была включена в антологию вместе с тремя другими короткометражками Уэса Андерсона, снятыми по рассказам Даля из того же сборника, — «Лебедь», «Крысолов» и «Яд». Эта антология вышла на Netflix 15 марта 2024 года.

## Оценки
«Чудесная история Генри Шугара» получила премию «Оскар» в категории «Лучший игровой короткометражный фильм» на церемонии награждения 2024 года.
На сайте-агрегаторе рецензий Rotten Tomatoes фильм получил рейтинг 95 % со средней оценкой 8,4/10. Рецензенты с этого ресурса отметили, что «особый стиль» Андерсона «идеально подходит» для одного из лучших рассказов Даля. На сайте Metacritic «Чудесная история» была оценена на 85 баллов из 100, что означает «всеобщее признание». Картину высоко оценили Питер Дебруж (Variety) и Лесли Фелперин (The Hollywood Reporter), Дэвид Эрлих из IndieWire назвал её «самым оригинальным фильмом, снятым Андерсоном на данный момент». Гленн Кенни из RogerEbert.com поставил фильму 4 звезды из 4 возможных, написав: «Это обезоруживающе и прекрасно — видеть притчу о духовном росте, представленную в стиле шкатулки с драгоценностями от Андерсона».